# Молярний коефіцієнт поглинання
Молярний коефіцієнт поглинання (англ. molar absorption [extinction] coefficient) — характеристика того, наскільки сильно хімічна речовина поглинає світло на заданій довжині хвилі; величина {\displaystyle \varepsilon } [м2·моль−1], що становить оптичну густину ({\displaystyle A}) розчину з концентрацією {\displaystyle c=1} моль·дм−3 при товщині поглинального шару {\displaystyle L=1} см, або по іншому — абсорбанс на сантиметр довжини перебігу при концентрації компонента, що поглинає світло, 1 М.
Це стала, яка є характерною для даної довжини хвилі спектральної кривої i залежить лише від будови речовини, але не залежить від її концентрації (при відсутності взаємодії між абсорбувальними частинками), товщини шару, інтенсивності світла, що падає на зразок.
Поглинання речовиною світла залежить від шляху, пройденого світлом, та концентрації речовини; згідно із законом Бугера — Ламберта — Бера:
{\displaystyle A=\varepsilon cL,}
де
- {\displaystyle A} — оптична густина;
- {\displaystyle \varepsilon } — молярний коефіцієнт поглинання речовини;
- {\displaystyle c} — концентрація речовини;
- {\displaystyle L} — шлях, пройдений світловим пучком у розчині.

Звідси
{\displaystyle \varepsilon =A/cL,}
Синонім — молярний коефіцієнт екстинкції. Термін коефіцієнт екстинкції використовується, коли концентрація виражена через масу. Оскільки абсорбанс {\displaystyle A} може бути виражений через десятковий або натуральний логарифм, розрізняють лінійний молярний десятковий коефіцієнт поглинання та лінійний молярний натуральний коефіцієнт поглинання.
У Міжнародній системі одиниць (СІ) одиницею коефіцієнта молярної екстинкції є квадратний метр, поділений на моль (м2·моль-1), але зазвичай використовують розмірність М−1⋅см−1 або л⋅моль−1⋅см−1.

## У біохімії
У біохімії молярний коефіцієнт екстинкції білка на довжині хвилі 280 нм залежить виключно від кількості залишків ароматичних амінокислот, зокрема триптофану, і тому його можна передбачити за амінокислотною послідовністю.
Знання молярного коефіцієнта екстинкції дозволяє за допомогою спектрофотометра визначити концентрацію білка в розчині.